# Stachys
- Commons
- Wikispecies

Stachys L. é um género botânico da família Lamiaceae , distribuído pela Europa, Ásia, África, Austrália e América do Norte.

## Sinonímia
- Betonica L.

## Principais espécies
| - Stachys affinis - Stachys ajugoides - Stachys alopecuros - Stachys alpina - Stachys annua - Stachys arvensis - Stachys bullata - Stachys byzantina - Stachys candida - Stachys chamissonis var. cooleyae - Stachys chrysantha - Stachys ciliata - Stachys citrina - Stachys coccinea - Stachys corsica - Stachys cretica - Stachys discolor - Stachys ehrenbergii - Stachys floridana | - Stachys germanica - Stachys hyssopifolia - Stachys iva - Stachys latana - Stachys lavandulifolia - Stachys libanotica - Stachys macrantha - Stachys macrostachya - Stachys mexicana - Stachys monnieri - Stachys officinalis - Stachys palustris - Stachys pumila - Stachys recta - Stachys riddellii - Stachys sylvatica - Stachys sylvestris - Stachys tenuifolia |

- Lista completa

## Classificação do gênero
| Sistema | Classificação                        | Referência               |
| ------- | ------------------------------------ | ------------------------ |
| Linné   | Classe Didynamia, ordem Gymnospermia | Species plantarum (1753) |